# أليكساندرييسكايا (ستافروبول)
أليكساندرييسكايا (بالروسية: Александрийская) هي مدينة في مقاطعة ستافروبول كراي في روسيا.